# Герцог де Люин

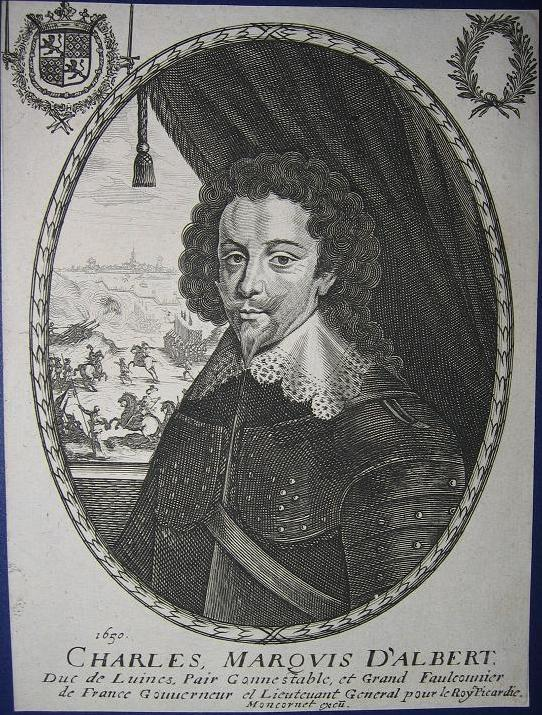
Шарль д’Альбер, 1-й герцог де Люин

Герцог де Люин — французский аристократический титул. Он был создан в 1619 году для Шарля Д’Альбера де Люина (1578—1621), фаворита короля Людовика XIII.

## Хронологический список герцогов де Люин

Герцогство-пэрство де Люин, 1782 год

- 1619—1621: Шарль д’Альбер де Люин (5 августа 1578 — 15 декабря 1621), 1-й герцог де Люин, старший сын Оноре Д’Альбера (ум. 1592), сеньора де Люина.
- 1621—1688: Луи-Шарль д’Альбер де Люин (25 декабря 1620 — 10 октября 1690), 2-й герцог де Люин, единственный сын предыдущего от второго брака с Марией де Роган (1600—1679)
- 1688—1712: Шарль-Оноре д’Альбер де Люин (7 октября 1646 — 5 ноября 1712), 3-й герцог де Люин, второй сын предыдущего от первого брака
- 1712—1758: Шарль-Филипп д’Альбер де Люин (30 июля 1695 — 2 ноября 1758), 4-й герцог де Люин, внук предыдущего, старший сын Оноре-Шарля д’Альбера де Люина (1669—1704), герцога де Шеврёз, старшего сына 3-го герцога де Люина, и Мари-Анн-Жанны де Курсийон
- 1758—1771: Мари-Шарль-Луи д’Альбер де Люин (24 апреля 1717 — 8 октября 1771), 5-й герцог де Люин, единственный сын предыдущего и Луизы-Леонтины-Жаклин де Бурбон-Суассон (1696—1721)
- 1771—1807: Луи-Жозеф-Шарль-Амабль д’Альбер де Люин (4 ноября 1748 — 20 мая 1807), 6-й герцог де Люин, второй сын предыдущего и Генриетты-Николь Пиньятелли-Эгмонт (1719—1782)
- 1807—1839: Шарль-Мари-Поль-Андре д'Альбер де Люин (1783—1839), 7-й герцог де Люин, единственный сын предыдущего
- 1839—1867: Оноре Теодорих Поль Жозеф д’Альберт де Люин (1803—1867), 8-й герцог де Люин, единственный сын предыдущего
- 1867—1870: Карл Оноре Эммануэль д’Альбер де Люин (1846—1870), 9-й герцог де Люин, внук предыдущего, старший сын Оноре-Луи-Жозефа д’Альбера де Люина, герцога де Шеврез (1823—1854)
- 1870—1924: Оноре-Шарль-Мари-Состен д’Альбер (30 октября 1868 — 13 марта 1924), 10-й герцог де Люин, единственный сын предыдущего.
- 1924—1993: Филипп-Энн-Луи-Мария-Дьедонне д’Альбер (12 августа 1905 — 13 июля 1993), 11-й герцог де Люин, младший сын предыдущего.
- 1993—2008: Жан д’Альбер де Люин (16 февраля 1945—2008), 12-й герцог де Люин, младший сын предыдущего.
- 2008 — настоящее время: Филипп д’Альбер де Люин (род. 3 января 1977), 13-й герцог де Люин, единственный сын предыдущего.